# 朱常清 (淮王)
朱常清（？年—1649年），字霞新，明朝淮王朱翊钜嫡长子，袭封淮王。
明万历四十四年（1616年），封淮王世子。崇禎四年（1631年），襲封淮王。南明弘光二年（1645年），清軍攻佔南京後，朱常清起兵反清，後退至江西景德鎮。當時唐王朱聿鍵在福州稱帝，朱常清前往依附。隆武二年（1646年），清軍攻佔福州。朱常清與福州諸王退往廣州。同年十二月，廣州失陷，朱常清逃出廣州。後被鄭鴻逵迎至軍中，不久去世。
據《續明紀事本末》卷七記載，绍武帝死後，桂王朱由榔於1646年繼任帝位（年號永曆），但鄭成功不知，于永曆二年正月（1648年1月25日—2月22日）在南澳島擁立淮王朱常清為監國，改元东武。八月，林察航海到来後，鄭成功始知永曆帝已即位。十月（1648年11月15日—12月13日），永历帝的使節抵达郑成功所在地，晉封鄭成功为威遠侯，鄭成功改奉永曆正朔，淮王取消監國之位和年號，不久去世。

## 子
朱由桂，淮王世子。弘光二年（1645年）秋，清兵到江西，饶州太守以城归附。朱由桂焚毁淮王宫殿，逃入福建，莫知所终。